# Pony Express
Pour les articles homonymes, voir Pony Express (homonymie).
Le Pony Express est un service de distribution rapide du courrier aux États-Unis, en service entre le 3 avril 1860 et le 24 octobre 1861. Reliant en une dizaine de jours Saint-Joseph dans le Missouri à Sacramento en Californie en passant par les Grandes Plaines, les montagnes Rocheuses et la Sierra Nevada, ce système vise à sortir l'ouest des États-Unis de son isolement géographique. 
Déficitaire et apparu peu de temps avant le télégraphe et le train à vapeur qui le rendent obsolète, le Pony Express consiste à porter le courrier par des cavaliers individuels lancés au galop, au lieu de le faire transporter par des diligences. Ce service par cavaliers permettait un gain de temps de l'ordre de vingt jours.
Malgré sa courte histoire, le Pony Express fait partie du romantisme associé à la conquête de l'Ouest. Son mode de fonctionnement, basé sur les compétences et l'endurance de cavaliers solitaires plutôt que sur des innovations technologiques, correspondait à certaines valeurs d'individualisme d'une partie de la population américaine.

## Histoire

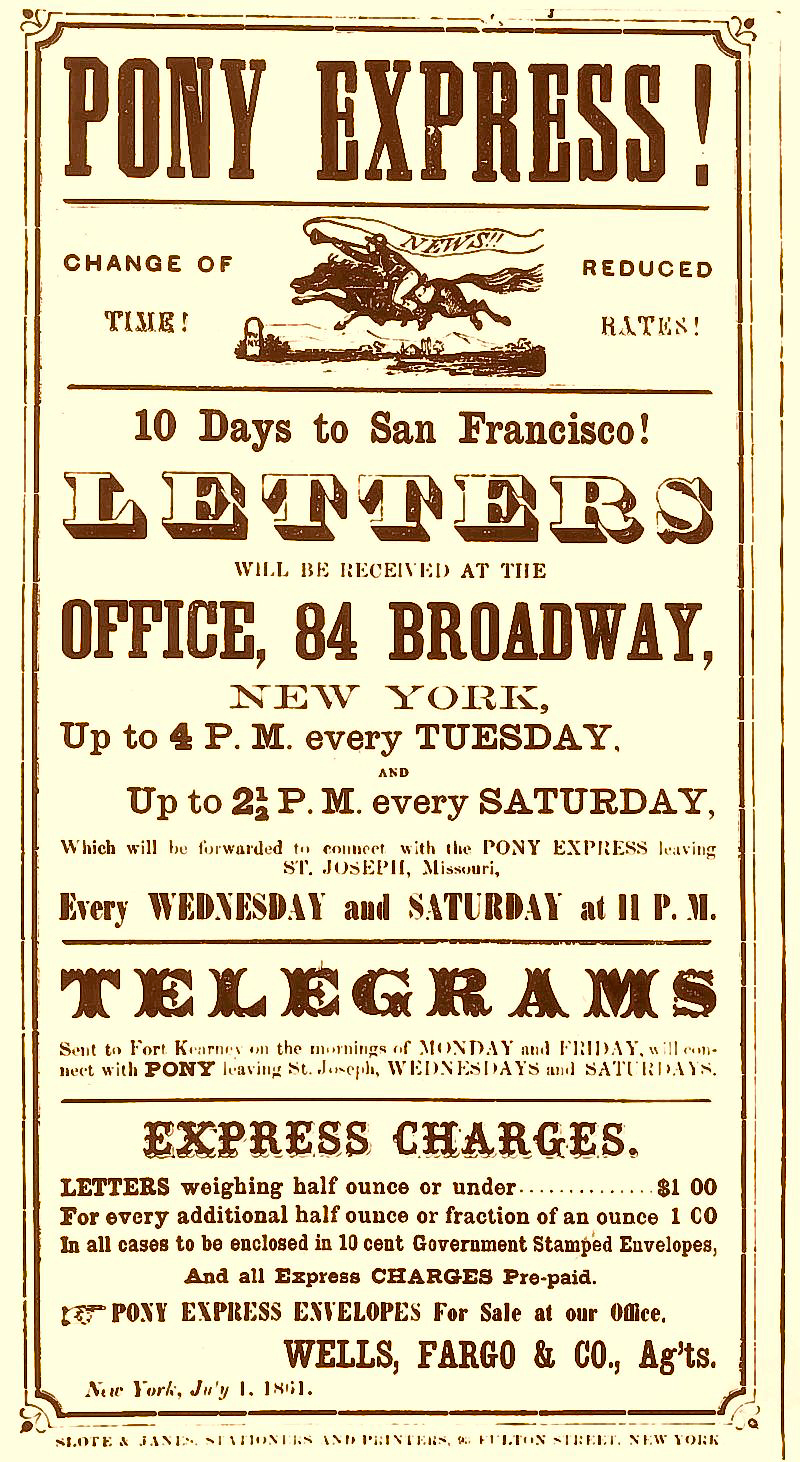
Publicité du Pony Express.

### Raisons de la création du service
La création du Pony Express est inspirée par les exploits d'un Canadien français nommé Francois-Xavier Aubry. Natif de Saint-Justin dans le comté de Maskinongé au Québec, ce dernier effectue en janvier 1848 le trajet de Santa Fe à Independence en 5 jours et demi. Un historien du Pony Express, William Vissher, écrit que « la course d'Aubry est la plus grande performance physique qu’un cavalier de l'Ouest puisse avoir accomplie ». La récente intégration de la Californie au sein des États-Unis accentuait de plus la nécessité de moyens de communication vers le reste du pays.
Vers 1845 l'acheminement d'un message vers la côte ouest des États-Unis, le plus souvent par bateau, peut prendre jusqu'à six mois. En 1860, la transmission du courrier entre le Missouri et le Texas prenait de l'ordre de 25 jours par diligence. L'exploit d'Aubry a dès lors inspiré la création du Pony Express, fondé sur la rapidité de cavaliers isolés.

### Création

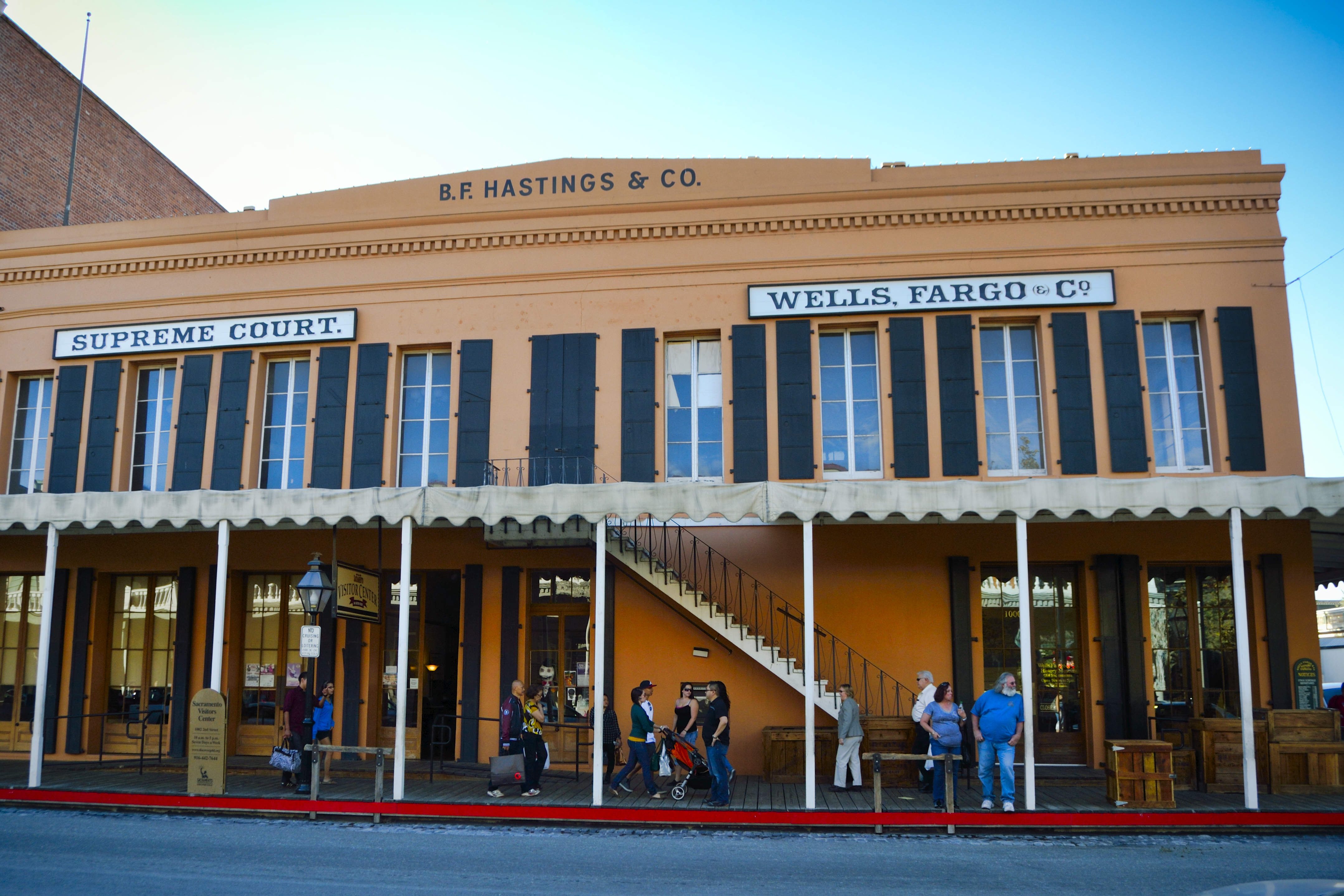
Anciens locaux de B.F. Hastings & Co et de Wells Fargo, terminus ouest du service postal Pony Express. Le bâtiment abrite également la Cour suprême de Californie à ses débuts.

Le Pony Express appartient à la Leavenworth & Pike's Peak Express Company fondée en 1849, qui en 1850 est devenue la Central Overland California and Pikes Peak Express Company. Cette entreprise est fondée par William H. Russell, Alexander Majors, et William B. Waddell.
Le Pony Express démarre officiellement le 3 avril 1860. Le premier trajet vers l'ouest est accompli en 10 jours, 7 heures et 45 minutes. Le trajet vers l'est nécessite 11 jours et 12 heures.
Le siège est à Saint-Joseph dans le Missouri, plus précisément à Patee House.

### Déclin et héritage
L'entreprise n'a jamais été rentable, notamment en raison de l'impossibilité pour elle de décrocher le contrat d'acheminement du courrier pour le gouvernement fédéral des États-Unis, attribué à la Butterfield Overland Mail (en) Company, une compagnie de transport par diligence. Ce contrat sera attribué par la suite à la mise en service du premier service de télégraphe (First Transcontinental Telegraph (en)) vers la Californie en 1861, rendant les communications presque instantanées. Le Pony Express cesse toute activité le 24 octobre 1861 puis est vendu en 1862 à Ben Holladay, un homme d'affaires.
Les poteaux de télégraphie passèrent exactement sur la même route qu'empruntaient les cavaliers du Pony Express[réf. nécessaire].

## Opération

### Fonctionnement et parcours

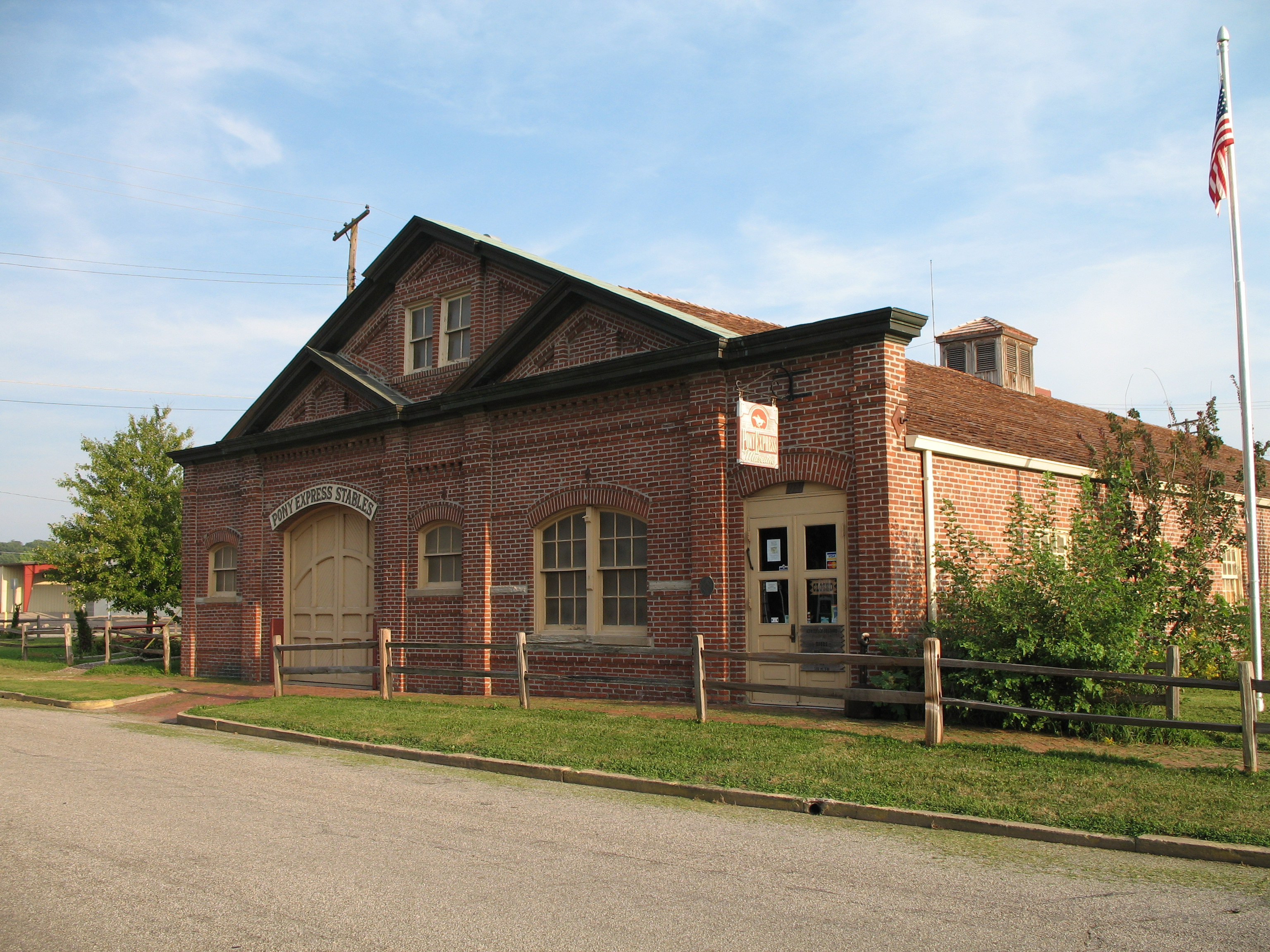
Étables du Pony Express à Saint Joseph (Missouri).

Carte des routes du Pony Express.

Ce service de courrier rapide fonctionne par des messages portés par les cavaliers dans les relais de stations à travers les prairies, plaines, déserts et des montagnes de l'ouest des États-Unis. Tout au long de ses 18 mois de fonctionnement, il a brièvement réduit le temps pour que les messages voyagent en une dizaine de jours entre la côte atlantique et la côte pacifique.
Le service relie les villes de Saint-Joseph (Missouri) et Sacramento (Californie). Il y a environ 160 relais, espacés de 5 à 20 miles (d'environ 8 à 32 km), soit la distance que pouvait parcourir d'une traite un cheval au galop. À chaque relais, le cavalier change de cheval ; au total, 400 chevaux sont à leur disposition. La distance parcourue par l'ensemble du système s'élève à 250 miles (plus de 400 km) par tranche de 24 heures.
Le parcours d'environ 1 900 miles (plus de 3 050 km) suivait à peu près la piste de l'Oregon et ensuite la piste de Californie vers Fort Brager dans le Wyoming, puis le sentier Mormon de Salt Lake City. De là, elle suivait à peu près la route terrestre centrale à Carson City, avant de passer la Sierra à Sacramento, en Californie.

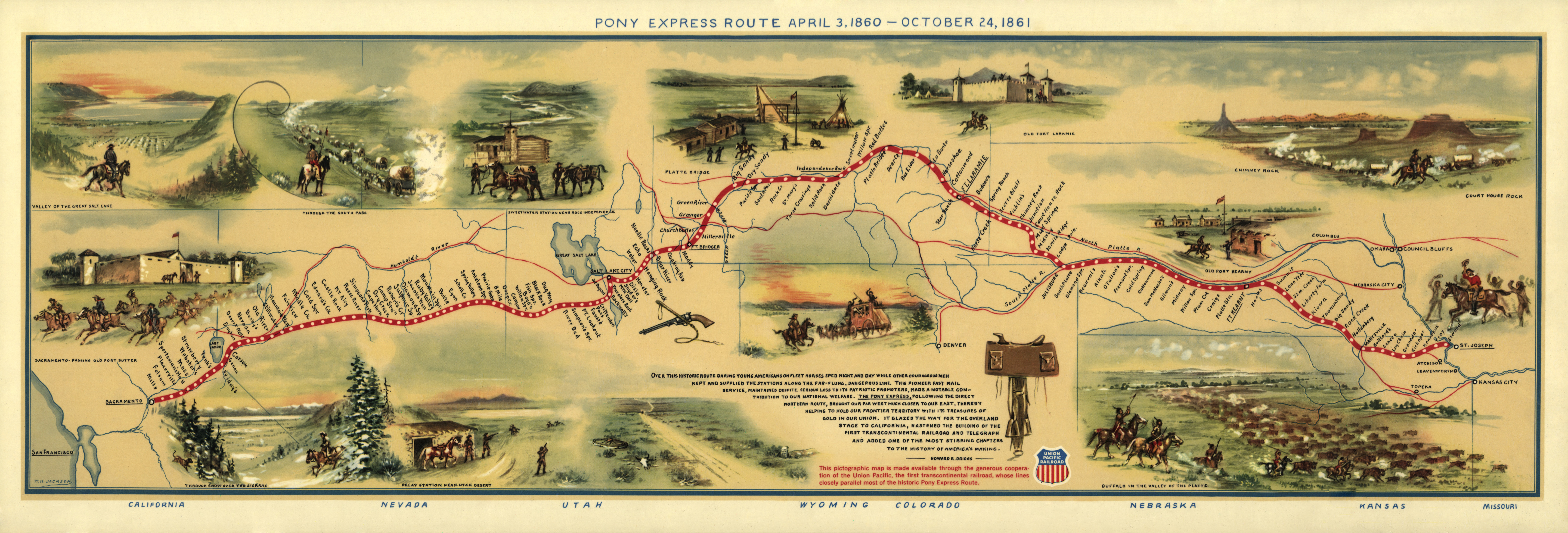
Carte illustrée de la route du Pony Express Route en 1860 par William Henry Jackson.
La route du Pony Express pour la distribution du courrier, 3 avril 1860 – 24 octobre, 1861 : reproduction de l'illustration de Jackson émise pour commémorer le du Pony Express, fondé le 3 avril 1860. Reproduction émise par la Société l'Union Pacific Railroad Company.

### Chevaux

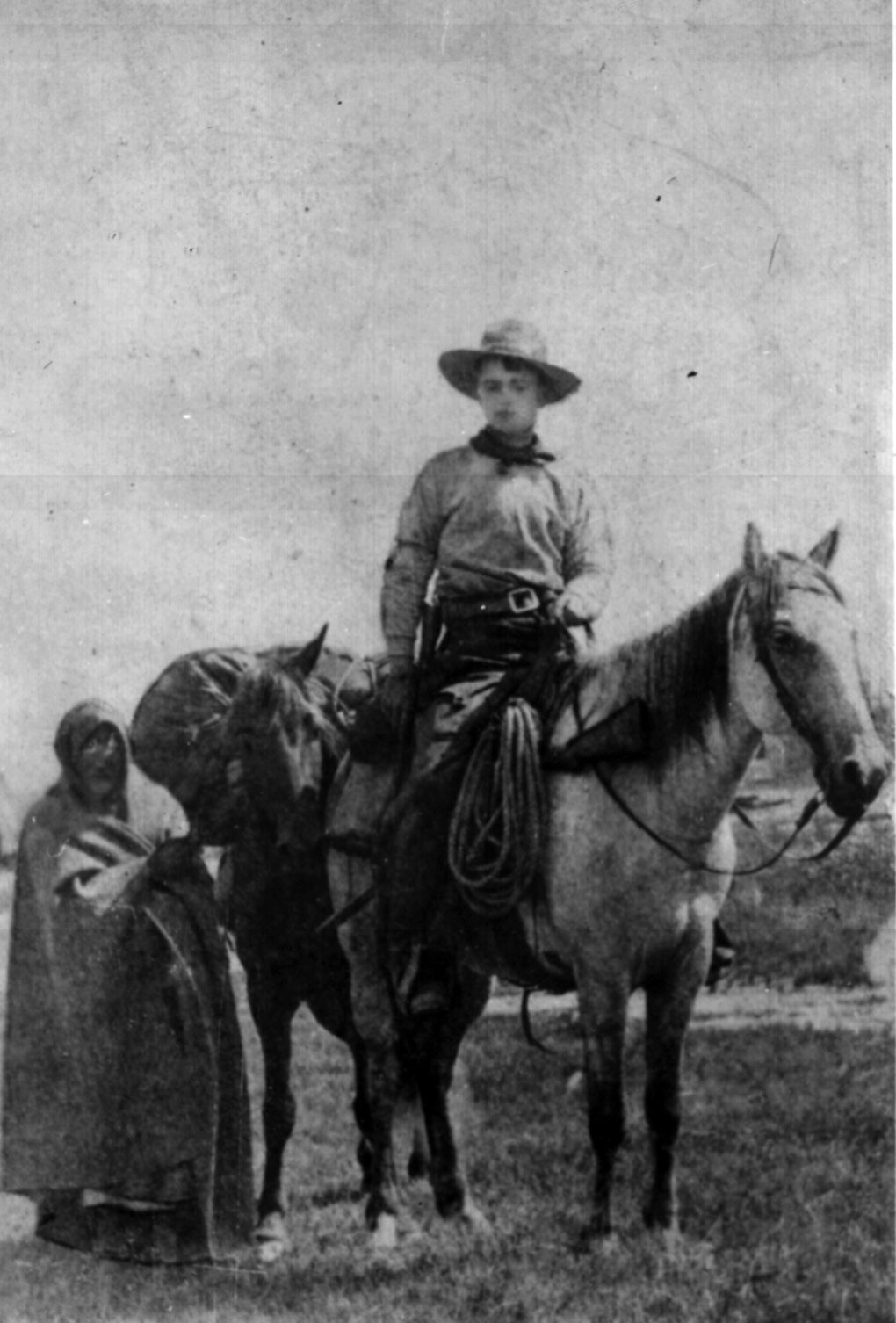
Frank E. Webner, cavalier du Pony Express, en 1861.

On estime qu'un total de 400 chevaux ont été utilisés par le Pony Express afin de délivrer le courrier. Les chevaux faisaient l'objet d'une sévère sélection et seuls les plus rapides et les plus endurants étaient retenus. À l'extrémité est de la route du Pony Express, les chevaux étaient généralement choisis parmi les unités de cavalerie des États-Unis. À l'extrémité ouest du parcours, en Californie, W.W. Finney avait acquis 100 têtes de bétail appelées « California Horses », alors qu'A.B. Miller avait acheté 200 poneys indigènes dans la Great Salt Lake Valley et ses environs. Les chevaux, très rapides entre les stations, effectuaient une distance moyenne de 15 miles (24 km), au terme de laquelle ils étaient relayés. Un cheval frais pouvait être échangé avec celui qui venait d'arriver.
Au cours de son parcours de 80 à 100 miles (130 à 160 km), un cavalier du Pony Express pouvait changer de chevaux de 8 à 10 fois. Les chevaux étaient montés au trot ou au galop, à une vitesse de 10 à 15 miles à l'heure (16 à 24 km/h), et atteignaient parfois des vitesses allant jusqu'à 25 miles à l'heure (40 km/h). Les chevaux du Pony Express étaient achetés dans le Missouri, l'Iowa, la Californie, et dans certains territoires de l'ouest des États-Unis.
Les différents types de chevaux montés par les cavaliers du Pony Express incluaient des Morgan et des purs-sangs qui étaient souvent utilisés à l'extrémité est du parcours. Les chevaux pie étaient souvent utilisés dans les sections centrales et les Mustang, plus robustes, étaient souvent utilisés à l'ouest, en fin de tournée.

## Dans la culture populaire
Le Pony Express a laissé une trace profonde dans l'imaginaire nord-américain, entretenue notamment par la littérature et le cinéma.
Le souvenir et la popularité perpétuelle du Pony Express peuvent être liés à Buffalo Bill, ses autobiographies (non confirmés pour sa participation au Pony Express), et son Wild West Show. Le premier livre dédié au Pony Express a été publié après 1900. 
Dans sa première autobiographie, publiée en 1879, Buffalo Bill prétend avoir été un cavalier du Pony Express — il semble que s'il y travailla bien, ce ne fut pas en tant que cavalier.[réf. souhaitée]
Dans son roman Le Champion du Pony-Express, publié en 1957 aux éditions Jules Tallandier, Albert Bonneau, écrivain populaire français, né à Moulins (Allier) en 1898 et mort dans la Creuse en 1967, rend hommage aux cavaliers du Pony-Express : ils sont les héros des aventures d'une jolie française, en route vers l'ouest.

### Films
- The Pony Express (1925)
- Frontier Pony Express (1939)
- Pony Post (1940)
- Plainsman and the Lady (1946)
- Pony Express (1953)
- Last of the Pony Riders (1953)
- The Pony Express Rider (1976)
- Days of the Pony Express (2008)
- Spirit of the Pony Express (2012)

### Télévision
- The Range Rider (1951 – 1953) — saison 1 épisode The Last of the Pony Express
- Pony Express (1959 – 1960)
- Bonanza (1959 – 1973) — saison 7 two-part episode "Ride the Wind"
- The Young Riders (1989 – 1992)
- Into the West (2005)

### Bande dessinée
- Le Pony Express (1988) — Lucky Luke

### Jeux
Le mardi 14 avril 2015, le Pony Express fait l'objet d'un hommage de la part du célèbre moteur de recherche Google. En effet, à l'occasion du 155e anniversaire du réseau de transport, un mini-jeu est mis en ligne sur la page d'accueil. Le gameplay est simpliste : le joueur contrôle un facteur à travers trois niveaux, son but étant de collecter le courrier tout en évitant les divers obstacles sur sa route (rochers, pièges, éboulements...). Si l'objectif est de finir le jeu, le joueur dispose à la fin d'un compteur de points qui augmentent au fur et à mesure des courriers ramassés, dont le nombre s'élève à 100.
Il existe un jeu de société s'intitulant Le Pony Express, créé en 2009 par Bruno Faidutti et Antoine Bauza, se basant sur le contexte du fameux réseau de transport.
L'intrigue du jeu vidéo Mouthwashing (2024) se déroule dans un vaisseau cargo nommé le Tulpar qui appartient à la compagnie de transport spatial de marchandise nommée Pony Express.

### Radio
Il existe sur la Radio suisse romande Couleur 3, une émission quotidienne nommée « Pony Express » animée par Ellen Ichters.